# Clarks Hill (Carolina do Sul)
Clarks Hill é uma Região censo-designada localizada no estado norte-americano de Carolina do Sul, no Condado de McCormick.

## Demografia
Segundo o censo norte-americano de 2000, a sua população era de 376 habitantes.

## Geografia
De acordo com o United States Census Bureau tem uma área de
8,3 km², dos quais 8,3 km² cobertos por terra e 0,0 km² cobertos por água. Clarks Hill localiza-se a aproximadamente 169 m acima do nível do mar.

## Localidades na vizinhança
O diagrama seguinte representa as localidades num raio de 24 km ao redor de Clarks Hill.